# The Best Day Ever
SpongeBob SquarePants: The Best Day Ever é o quarto álbum estreado pelos membros do elenco de voz de SpongeBob SquarePants. Escrito por Tom Kenny e Andy Paley, o álbum apresenta participações musicais de Brian Wilson, Tommy Ramone, Flaco Jiménez e outros. "The Best Day Ever" foi lançado em 12 de setembro de 2006 e recebeu críticas positivas.

## Recepção
| Críticas profissionais | Críticas profissionais |
| Avaliações da crítica  | Avaliações da crítica  |
| Fonte                  | Avaliação              |
| ---------------------- | ---------------------- |
| AllMusic               | [ 1 ]                  |
| IGN                    | [ 8 ]                  |
| Baltimore City Paper   | positive               |
| Common Sense Media     | [ 10 ]                 |
| Entertainment Weekly   | A-                     |
| Rate Your Music        | [ 12 ]                 |

O álbum recebeu críticas positivas, recebendo uma pontuação de 4/5 no AllMusic. Em sua contribuição para o portal IGN, Spence D. deu ao álbum uma pontuação de 7/10 como "bom". Ele disse, "os pais que cresceram no final das décadas de 50 e 60 vão se divertir com as músicas musicais dessas épocas e talvez ouvir junto com seus filhos durante uma festa divertida em família". Geoffrey Himes, do jornal Baltimore City Paper, disse: "Como as criancinhas respondem a esse disco? Eu não saberia; não há crianças na minha casa. Você não precisa ser pai para aproveitar os ganchos e harmonias exuberantes neste disco.Tudo que você precisa é a coragem de ignorar as sobrancelhas levantadas de seus amigos." O contribuinte da Common Sense Media, Kerwin So, deu ao álbum uma pontuação de 4/5. No entanto, So alegou que o álbum é cheio de consumismo e disse: "Os pais precisam saber que, embora a embalagem física deste CD contenha muitos anúncios para outros produtos de SpongeBob, as músicas contêm conteúdo muito positivo e evitam o comercialismo.
Chris Willman do Entertainment Weekly opinou que o álbum "não é uma sinfonia adolescente para Deus". Ele chamou a canção "My Tighty Whiteys" "o mais óbvio aceno a canção Pet Sounds."

## Faixas
Todas as faixas escritas e compostas por Tom Kenny e Andy Paley. 
| N.º            | Título                                  | Duração |  |
| 1.             | "WH20 Radio Show Open"                  | 0:34    |  |
| 2.             | "The Best Day Ever"                     | 3:00    |  |
| 3.             | "SpongeBob & The Hi-Seas In Concert"    | 0:43    |  |
| 4.             | "Employee Of The Month"                 | 3:31    |  |
| 5.             | "Patrick! Turn Your Radio Down!"        | 0:48    |  |
| 6.             | "Under My Rock"                         | 3:15    |  |
| 7.             | "Mrs. Puff's Boating School Ad"         | 0:50    |  |
| 8.             | "Where's Gary?"                         | 3:05    |  |
| 9.             | "The Tuneful Tuna's Advice"             | 0:24    |  |
| 10.            | "Barnacles!"                            | 3:39    |  |
| 11.            | "Pearl Krabs a.k.a. Caller #5!"         | 1:07    |  |
| 12.            | "My Tighty Whiteys"                     | 2:53    |  |
| 13.            | "Dover Sole With Bikini Bottom Weather" | 0:36    |  |
| 14.            | "Ridin' The Hook"                       | 2:58    |  |
| 15.            | "Squidward's Request"                   | 0:35    |  |
| 16.            | "Superior"                              | 2:55    |  |
| 17.            | "Krusty Krab Radio Spot"                | 0:22    |  |
| 18.            | "Doin' The Krabby Patty"                | 3:07    |  |
| 19.            | "Plankton Jams The Signal"              | 0:58    |  |
| 20.            | "You Will Obey!"                        | 3:04    |  |
| 21.            | "That Was Weird"                        | 0:14    |  |
| 22.            | "Who Wants To Race Me?"                 | 1:21    |  |
| 23.            | "The Spotlight Continues..."            | 0:17    |  |
| 24.            | "Fishin' For Money"                     | 3:53    |  |
| 25.            | "SpongeBob & The Hi-Seas Drop By WH20"  | 1:25    |  |
| Duração total: | Duração total:                          | 58:01   |  |

Source:

## Classificações
| Ranking (2006)               | Melhor posição |
| ---------------------------- | -------------- |
| US Top Kid Audio (Billboard) | 9              |